# TONIGHT (佐野元春の曲)
「TONIGHT」（トゥナイト）は、佐野元春の11作目および12作目のシングル。1984年4月21日にEPIC・ソニー（現：エピックレコードジャパン）から、EPと12インチシングルの2形態で同時発売された。

## 概要
4枚目のアルバム『VISITORS』の先行シングルとして発売された。
EPレコードと12インチシングルの2形態で発売され、邦楽における12インチシングルが一般化するきっかけとなったシングルである。
「TONIGHT」は、1984年に製作された非売品CD『CD PLAYER 2nd ANNIVERSARY -POPS & ROCK-』（規格品番：YEDS-11）にも収録されている。
2003年2月10日、オンライン限定で「TONIGHT [Live]」が発売された。音源は、2002年10月10日にZepp Tokyoで行われたライブ『Plug & Play '02』を収録したものとなっている。

## 収録曲
- 全作詞・作曲・編曲：佐野元春

### TONIGHT
1. TONIGHT
2. SHAME ─君を汚したのは誰

### TONIGHT (Special Extended Club Mix)
Side-A
1. TONIGHT (Special Extended Club Mix)

Side-B
1. TONIGHT (Instrumental Version)

### TONIGHT [Live]
1. Tonight [Live]
2. New Age [Live]